# Krzysztof Birula-Białynicki
Krzysztof Białynicki (ur. 15 sierpnia 1944 w Wilnie, zm. 30 stycznia 2014) – polski hokeista, reprezentant Polski, olimpijczyk.

## Życiorys i kariera
- ŁKS Łódź (1962–1974)
- Cortina Dalia (1975–1977)
- ŁKS Łódź (1977)
- Goldmarket Milano (1977–1978)
- HC Brunico (1978–1979)

Syn Witolda Biruli-Białynickiego i Ireny Skarbek-Ważyńskiej. Urodzony 15 sierpnia 1944 roku w Wilnie. Podczas II wojny światowej rodzina została wysiedlona z majątku Taboryszki należącego od XVIII wieku do rodziny Skarbek-Ważyńskich (herbu Abdank) do Ciechocinka, z którego następnie przenieśli się do Łodzi. Absolwent XX Liceum Ogólnokształcącego im. Juliusza Słowackiego w 1962 i Studium Nauczycielskiego w Łodzi w 1968.
Wychowanek ŁKS Łódź, w którym grał w latach 1962–1974. W lidze polskiej wystąpił w 327 meczach, w których zdobył 287 goli. Dwukrotny król strzelców polskiej ligi (1967 i 1968). W 1975 wyjechał do Włoch, gdzie kontynuował swoją karierę do końca lat 70 w trzech klubach. W międzyczasie, w marcu 1977, pod dwóch latach gry we Włoszech powrócił do składu ŁKS w końcowej fazie sezonu 1976/1977.
W barwach reprezentacji Polski rozegrał 118 spotkań w latach 1965–1973, w których zdobył 50 goli. Uczestniczył w turniejach mistrzostw świata 1965, 1966, 1967, 1969, 1970, 1971, 1973 (w latach 1966, 1970, 1973 w Grupie A) oraz zimowych igrzysk olimpijskich 1972.
Założyciel, pierwszy prezes oraz trener Żeńskiego Klubu Hokejowego w Łodzi.
Był związany z Rudą Pabianicką. Był żonaty z Izabelą Kurkul (siatkarką pierwszoligowego AZS Warszawa, CHKS Łódź, ŁKS Łódź), z którą miał dwóch synów: Sebastiana (ur. 1979) i Seweryna (ur. 1983).
Zmarł 30 stycznia 2014. 6 lutego 2014 został pochowany na cmentarzu w Ksawerowie przy ul. Zachodniej 31.

## Sukcesy
Klubowe
- Brązowy medal mistrzostw Polski: 1971 z ŁKS
- Brązowy medal mistrzostw Włoch: 1976 z Cortiną

Indywidualne
- I liga polska w hokeju na lodzie (1966/1967):
  - Pierwsze miejsce w klasyfikacji strzelców: 31 goli
- I liga polska w hokeju na lodzie (1967/1968):
  - Pierwsze miejsce w klasyfikacji strzelców: 33 gole